# Tokai Maru
Tokai Maru fue un barco japonés de pasajeros construido por el astillero Mitsubishi Heavy Industries que se hundió en el puerto de Apra, Guam, en 1943, durante la Segunda Guerra Mundial. Se había utilizado para dar servicio como barco rápido de transporte entre la ciudad de Nueva York y Japón para la Osaka Shosen Co. antes de la Segunda Guerra Mundial; durante la guerra se usó como un barco de transporte militar para la Armada Imperial Japonesa.
La construcción comenzó en 1929; el barco fue botado el 16 de mayo de 1930; y se completó el 14 de agosto de 1930. El buque fue contratado por la Armada Japonesa en Kure el 17 de octubre de 1941. En el puerto de Apra, el submarino estadounidense USS Flying Fish dañó el Tokai Maru pero no lo hundió el 24 de enero de 1943. El Tokai Maru fue hundido por el USS Snapper más tarde, el 27 de agosto de 1943.
El naufragio del Tokai Maru, 120 pies (37 m) bajo el agua, está inscrito en el Registro Nacional de Lugares Históricos de Estados Unidos, al igual que el naufragio del SMS Cormoran II, un barco de la Primera Guerra Mundial contra el que se apoya el Tokai Maru. Es uno de los pocos lugares donde los buzos pueden explorar un naufragio de la Primera Guerra Mundial junto a un barco de la Segunda Guerra Mundial.
En 1988, el pecio fue inscrito en el Registro Nacional de Lugares Históricos.